# Путешествие на край земли
«Путешествие на край земли» (англ. To the Ends of the Earth, другой вариант перевода: «Путешествие на край света») — английский мини-сериал, выпущенный компанией Би-би-си в 2005 году, поставленный по «морской трилогии» Уильяма Голдинга.
Мини-сериал получил премию «Спутник», а Бенедикт Камбербэтч получил «Золотую нимфу» на телевизионном фестивале в Монте-Карло как лучший исполнитель главной роли в мини-сериале.

## Сюжет
Телесериал поставлен по «морской трилогии» Уильяма Голдинга. Три серии имеют названия по книгам трилогии: «Ритуалы плавания», «Тесное соседство» и «Пожар внизу».
Молодой аристократ Эдмунд Талбот отправляется на корабле в Австралию в 1812 году, его ждёт полное опасностей и неожиданностей приключение.

## Съёмочная группа
Режиссёром телесериала стал Дэвид Эттвуд.
- Сценаристы: Тони Басгэллоп, Ли Джексон, по романам Уильяма Голдинга
- Оператор: Ульф Брантос
- Монтаж: Филип Клосс
- Композитор: Роберт Лэйн
- Художник: Чармиан Адамс, Донал Вудс, Марк Кебби, Розалинд Эббат, Виктор Бота

Съёмки фильма проходили в Южной Африке.

## Актёры
- Бенедикт Камбербэтч — Эдмунд Талбот
- Виктория Хэмилтон — мисс Грэнхем
- Джаред Харрис — капитан Андерсон
- Ричард Маккейб — мистер Брокльбэнк
- Джейми Сивес— лейтенант Саммерс
- Сэм Нилл — мистер Преттимен
- Джонатан Слингер — мистер Пайк
- Тим Делап — мистер Боулс
- Дэниэл Эванс — пастор Колли
- Паула Дженнингс — Зенобия
- Дениз Блэк — миссис Брокльбэнк
- Брайан Петтифер — Уилер
- Роберт Хоббс — лейтенант Камбершем
- Дэниэл Ньюман — Гиббс
- Тео Ланди — Бэйтс
- Адам Вулф — Филипс
- Джей Джей Филд — лейтенант Деврель
- Джеймс Александр — Билли Роджерс
- Чарлз Дэнс — сэр Генри Сомерсет

## Трансляции и выпуск DVD
Премьера телесериала состоялась 6 июля 2005 года в Великобритании. В том же году сериал был показан в Венгрии и Израиле, а в 2008 показан по австралийскому телевидению.
На DVD сериал был выпущен в 2005 году для второго региона, в 2007 году для первого региона. Также выпускался DVD в Греции. Для российского рынка (пятый регион) DVD был выпущен в 2006 году (c закадровым переводом и субтитрами), позже несколько раз переиздавался.